# Tourville-la-Rivière
 Tourville-la-Rivière  es una población y comuna francesa, en la región de Alta Normandía, departamento de Sena Marítimo, en el distrito de Rouen y cantón de Caudebec-lès-Elbeuf.

## Demografía
| 953 | 1102 | 1419 | 1828 | 1886 | 2280 |
| Para los censos de 1962 a 1999 la población legal corresponde a la población sin duplicidades (Fuente: INSEE [Consultar]) |      |      |      |      |      |